# 萨伊拉布尔斯
萨伊拉布尔斯（法語：Sailly-Labourse，法語發音：[saji labuʁs]）是法国上法蘭西大區加来海峡省的一个市镇，属于贝蒂讷区。

## 地理
萨伊拉布尔斯（50°30'6"N, 2°41'39"E）面积6.02 平方千米，位于法国上法蘭西大區加来海峡省，该省份为法国北部沿海省份，西北濒北海，南至索姆省，东临北部省。
与萨伊拉布尔斯接壤的市镇（或旧市镇、城区）包括：伯夫里、阿讷坎、拉布尔斯、马赞加尔布。

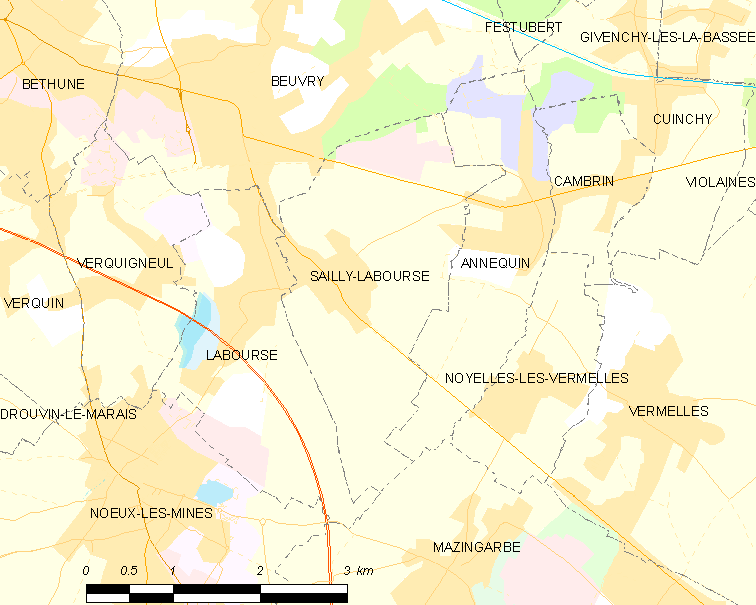
萨伊拉布尔斯的OSM定位图

萨伊拉布尔斯的时区为UTC+01:00、UTC+02:00（夏令时）。

## 行政
萨伊拉布尔斯的邮政编码为62113，INSEE市镇编码为62735。

## 政治
萨伊拉布尔斯所属的省级选区为杜夫兰县。

## 人口

1962-2008年间萨伊拉布尔斯人口变化图示

萨伊拉布尔斯于2022年1月1日时的人口数量为2535人。